# Céline Naefová
Céline Naefová (* 25. června 2005 Feusisberg, Schwyz) je švýcarská profesionální tenistka. Ve své dosavadní kariéře na okruhu WTA Tour nevyhrála žádný turnaj. V rámci okruhu ITF získala šest titulů ve dvouhře a dva ve čtyřhře.
Na žebříčku WTA byla ve dvouhře nejvýše klasifikována v říjnu 2023 na 121. místě a ve čtyřhře v březnu 2024 na 262. místě.
V juniorském tenisu si zahrála finále čtyřhry French Open 2022. S Češkou Nikolou Bartůňkovou v něm podlehly české dvojici Lucie Havlíčková a Sára Bejlek. V červenci 2022 pak podlehla Andořance Jiménezové Kasintsevové ve finále juniorského mistrovství Evropy v Klostersu. Na juniorském kombinovaném žebříčku ITF nejvýše figurovala v prosinci 2022 na 4. místě.
Ve švýcarském týmu Billie Jean King Cupu debutovala v roce 2023 finálovým turnajem v Seville. Ve dvouhře základní skupiny proti Česku podlehla Lindě Noskové. Švýcarky prohrály 0:3 na zápasy. Do roku 2024 v soutěži nastoupila ke dvěma mezistátním utkáním s bilancí 0–2 ve dvouhře a 0–0 ve čtyřhře.

## Tenisová kariéra
V dětství ji trénovala Melanie Molitorová, matka Martiny Hingisové.
Hlavní soutěž na okruhu ITF si poprvé zahrála v červnu 2021, když na turnaj v Klostersu, dotovaný 25 tisíci dolary, obdržela divokou kartu. Ve třetím kole podlehla Němce Sině Herrmannové z páté stovky žebříčku. Výkonnostní růst učinila mezi zářím 2022 a červnem 2023. V tomto období zaznamenala zápasovou bilanci 47–10, v jejímž rámci vyhrála tři singlové a dva deblové turnaje ITF. Bodový zisk ji posunul z 904. až na 165. místo žebříčku WTA, které jí poprvé patřilo v závěru června 2023.
Na okruhu WTA Tour debutovala v sedmnácti letech na travnatém Libéma Open 2023 v 's-Hertogenboschi. Na úvod vyřadila 42letou americkou veteránku Venus Williamsovou, přestože ztratila úvodní sadu. Do prvního kariérního čtvrtfinále prošla přes další zástupkyni amerického tenisu, Caty McNallyovou ze sedmé světové desítky, než ji stopku vystavila nejvýše nasazená světová čtrnáctka Veronika Kuděrmetovová. Po časném vyřazení v úvodní fázi  kvalifikace French Open 2023 s Američankou Elizabeth Mandlikovou prožila premiéru v hlavní grandslamové soutěži ve Wimbledonu 2023. V závěru tříkolové kvalifikace zdolala Ukrajinku Dajanu Jastremskou. Na úvod wimbledonské dvouhry však nenašla recept na světovou třiadvacítku Anastasiji Potapovovou.

## Finále série WTA 125

### Čtyřhra: 1 (1–0)
| Stav    | č. | datum            | turnaj                    | povrch    | spoluhráčka       | soupeřky ve finále               | výsledek |
| ------- | -- | ---------------- | ------------------------- | --------- | ----------------- | -------------------------------- | -------- |
| Vítězka | 1. | 2. prosince 2023 | Andorra la Vella, Andorra | tvrdý (h) | Erika Andrejevová | Tímea Babosová Heather Watsonová | 6–2, 6–1 |

## Tituly na okruhu ITF
| Dotace turnajů okruhu ITF | Dotace turnajů okruhu ITF |
| ------------------------- | ------------------------- |
| 100 000 $ tournaments     | 80 000 $ tournaments      |
| 60 000 $ tournaments      | 40 000 $ tournaments      |
| 25 000 $ tournaments      | 15 000 $ tournaments      |

### Dvouhra (6 titulů)
| Č. | datum       | turnaj                         | povrch    | poražená finalistka         | výsledek           |
| -- | ----------- | ------------------------------ | --------- | --------------------------- | ------------------ |
| 1. | březen 2022 | Monastir, Tunisko              | tvrdý     | Lara Schmidtová             | 3–6, 6–2, 7–5      |
| 2. | říjen 2022  | Reims, Francie                 | tvrdý (h) | Manon Léonardová            | 6–2, 6–7(3–7), 6–3 |
| 3. | říjen 2022  | Cherbourg-en-Cotentin, Francie | tvrdý (h) | Irene Burillo Escorihuelová | 3–6, 7–5, 6–2      |
| 4. | leden 2023  | Loughborough, Velká Británie   | tvrdý (h) | Eliz Maloneyová             | 6–0, 6–4           |
| 5. | leden 2023  | Porto, Portugalsko             | tvrdý (h) | Lucrezia Stefaniniová       | 6–2, 6–4           |
| 6. | září 2023   | Féminin Le Neubourg, Francie   | tvrdý     | Alina Kornějevová           | 4–6, 6–2, 7–6(9–7) |

### Čtyřhra (3 tituly)
| Č. | datum      | turnaj             | povrch    | spoluhráčka         | poražené finalistky                   | výsledek         |
| -- | ---------- | ------------------ | --------- | ------------------- | ------------------------------------- | ---------------- |
| 1. | říjen 2022 | Reims, Francie     | tvrdý (h) | Irina Balusová      | Mallaurie Noëlová Margot Yerolymosová | 6–2, 6–0         |
| 2. | únor 2023  | Porto, Portugalsko | tvrdý (h) | Yanina Wickmayerová | Alice Robbeová Tara Würthová          | 6–1, 6–4         |
| 3. | únor 2024  | Porto, Portugalsko | tvrdý (h) | Anna Bondárová      | Francisca Jorgeová Matilde Jorgeová   | 6–4, 3–6, [11–9] |

## Finále na juniorském Grand Slamu

### Čtyřhra juniorek: 1 (0–1)
| Stav       | rok  | turnaj      | povrch | spoluhráčka       | soupeřky ve finále           | výsledek |
| ---------- | ---- | ----------- | ------ | ----------------- | ---------------------------- | -------- |
| Finalistka | 2022 | French Open | antuka | Nikola Bartůňková | Lucie Havlíčková Sára Bejlek | 3–6, 3–6 |